# Miniopterus griveaudi
Miniopterus griveaudi (Harrison, 1959) è un pipistrello della famiglia dei Miniotteridi endemico del Madagascar e delle Isole Comore.

## Descrizione

### Dimensioni
Pipistrello di piccole dimensioni, con la lunghezza totale tra 80 e 93 mm, la lunghezza dell'avambraccio tra 35 e 38 mm, la lunghezza della coda tra 35 e 44 mm, la lunghezza del piede tra 4 e 7 mm, la lunghezza delle orecchie tra 9 e 11 mm e un peso fino a 7,1 g.

### Aspetto
Le parti dorsali sono marroni scure, talvolta nerastre o bruno-rossastre, mentre le parti ventrali sono brizzolate, dovuto alla punta giallo-grigiastra dei peli. La fronte è molto alta, il muso è stretto e con le narici molto piccole. Le orecchie sono corte, triangolari e con l'estremità arrotondata. Il trago è allungato, stretto, diritto e con l'estremità arrotondata. Le membrane alari sono marroni o marroni scure e sono attaccate posteriormente lungo le anche. La coda è molto lunga ed inclusa completamente nell'ampio uropatagio il quale è più chiaro delle membrane alari. Il cariotipo è 2n=46 FNa=50.

### Ecolocazione
Emette ultrasuoni a basso ciclo di lavoro con impulsi di breve durata a frequenza modulata iniziale tra 74 e 130 kHz, finale tra 53 e 58 kHz e massima energia tra 56,4 e 62,4 kHz.

## Biologia

### Comportamento
Si rifugia probabilmente all'interno di grotte calcaree.

### Alimentazione
Si nutre di insetti.

## Distribuzione e habitat
Questa specie è diffusa nel Madagascar settentrionale e centro-occidentale e sulle isole di Grande Comore e Anjouan, nelle Isole Comore.
Vive nelle foreste fino a 890 metri di altitudine.

## Conservazione
Questa specie, essendo stata riconosciuta come specie valida solo recentemente, non è stata sottoposta ancora a nessun criterio di conservazione.